# Piotr Strebeyko
Piotr Strebeyko (ur. 20 czerwca 1907 w Nowej Wilejce, zm. 11 stycznia 2003 w Warszawie) – polski biolog i fizjolog roślin.

## Życiorys
Syn Stanisława Karola i Stanisławy z domu Zylewicz. Ukończył gimnazjum im. Króla Zygmunta Augusta. Dalszą naukę podjął w Studium Rolniczym przy Uniwersytecie Stefana Batorego w Wilnie, a następnie na SGGW. Po ukończeniu studiów podjął pracę na SGGW jako starszy asystent. W 1933 uzyskał doktorat. W 1934 został starszym asystentem na Uniwersytecie Warszawskim.
W trakcie II wojny światowej przez pewien czas działał w Armii Krajowej. Gdy na jego trop wpadło Gestapo, przeniósł się do Zakopanego, gdzie spędził resztę okupacji.
Po wojnie wrócił na Uniwersytet Warszawski. W 1946 uzyskał habilitację. W latach 1956-1960 był dziekanem Wydziału Biologii i Nauk o Ziemi, a następnie kierownikiem Katedry Fizjologii Roślin. W 1968 represjonowany i zmuszony do zmiany pracy, został kierownikiem Zakładu Biofizyki Roślin Uprawnych, gdzie pracował aż do emerytury.
Członek (także członek honorowy) Towarzystwa Naukowego Warszawskiego, Polskiego Towarzystwa Botanicznego, Polskiego Towarzystwa Fizjologicznego, Polskiego Towarzystwa Biochemicznego oraz National Geographic Society.
Pochowany na cmentarzu przy Kościele św. Katarzyny w Warszawie.